# Wydział Automatyki, Robotyki i Elektrotechniki Politechniki Poznańskiej
Wydział Automatyki, Robotyki i Elektrotechniki Politechniki Poznańskiej – jeden z dziesięciu wydziałów Politechniki Poznańskiej. Jego siedziba znajduje się przy ul. Piotrowo 3A w Poznaniu. Przekształcony w 2020 z Wydziału Elektrycznego. Przed rokiem akademickim 1975/76 siedziba wydziału znajdowała się w budynku przy placu Marii Skłodowskiej-Curie nr 5.

## Struktura
- Instytut Robotyki i Inteligencji Maszynowej[3]
  - Zakład Automatyki i Robotyki
  - Zakład Sterowania i Elektroniki Przemysłowej
  - Zakład Automatyki i Optymalizacji
- Instytut Elektrotechniki i Elektroniki Przemysłowej[4]
  - Zakład Elektrotechniki Teoretycznej i Stosowanej
  - Zakład Mechatroniki i Maszyn Elektrycznych
  - Zakład Energoelektroniki i Sterowania
  - Zakład Metrologii, Elektroniki i Techniki Świetlnej
- Instytut Automatyki i Robotyki[5]
  - Zakład Sterowania i Robotyki
  - Zakład Układów Elektronicznych i Przetwarzania Sygnału
- Instytut Matematyki[6]
  - Zakład Analizy Matematycznej
  - Zakład Analizy Funkcjonalnej i Numerycznej
  - Zakład Równań Różniczkowych i Funkcyjnych
  - Zakład Zastosowań Matematyki

## Kierunki studiów
- Automatyka i robotyka
- Automatic control and robotics
- Elektrotechnika
- Elektromobilność
- Matematyka w technice

## Władze
- Dziekan: prof. dr hab. inż. Wojciech Szeląg
- Prodziekan do spraw kształcenia na studiach stacjonarnych (kierunki Elektrotechnika, Matematyka w technice): dr hab. inż. Andrzej Tomczewski
- Prodziekan do spraw kształcenia na studiach stacjonarnych (kierunki Automatyka i robotyka, Automatic control and robotics): dr hab. inż. Sławomir Stępień, prof. PP
- Prodziekan do spraw kształcenia na studiach niestacjonarnych: dr inż. Damian Cetnarowicz
- Prodziekan do spraw ewaluacji naukowej i jakości kształcenia: prof. dr hab. inż. Dariusz Horla
- Pełnomocnik dziekana do spraw praktyk studenckich: dr hab. inż. Krzysztof Wandachowicz
- Pełnomocnik dziekana do spraw współpracy międzynarodowej i programu Erasmus+: dr hab. inż. Wojciech Giernacki, prof. PP
- Pełnomocnik dziekana do spraw rozwoju i współpracy z gospodarką: dr hab inż. Leszek Kasprzyk, prof. PP,  dr inż. Krzysztof Walas[7]